# Batalla de Raith
La Batalla de Raith tuvo lugar en 596 al del oeste del actual Kirkcaldy. Una fuerza de invasión angla desembarcó en la costa de Fife cercana a Raith y derrotó a una alianza de escotos, britanos y pictos liderados por Áedán mac Gabráin de Dál Riata.
Esto puede ser la batalla mencionada en el Libro de Aneirin en Y Gododdin como Catraeth (pese a que hay otros candidatos), siendo cath la palabra gaélica para batalla o lucha.